# Marcelino Palacio Restrepo
Marcelino Palacio Restrepo (Abejorral, 20 de junio de 1809 - Manizales, 29 de noviembre de 1889) fue un colono, empresario, militar y político colombiano, miembro de la llamada "expedición de los 20", que fundó la ciudad de Manizales, esto en el marco de la colonización antioqueña.  

## Biografía
Su padre fue Francisco José Palacio y su madre fue Teresa Restrepo Echeverri. 
En 1834 ingresó al ejército y en 1840 marchó hacia el sur de Antioquia, siguiendo las rutas de la colonización antioqueña. En 1842 participó de la fundación de Neira, ciudad de la que sería alcalde en 1845, y participó también de la "expedición de los 20", que fundó Manizales en 1849. La fundación de esta ciudad fue impulsada por una serie de conflictos que hubo en la población de Neira entre los colonos y los empresarios de la sociedad González-Salazar y Cía.
Fue pionero en la realización del cruce por el Nevado del Ruiz hacia el Río Magdalena, y, anteriormente, ya había escalado la montaña en 1843 en compañía del minero alemán Guillermo Dehenhard. En esta expedición encontró minas de oro, razón por la cual regresó luego de nuevo al nevado.
Fue el impulsor del decreto que elevó a Manizales a la categoría de Parroquia (Equivalente a municipio en la actualidad), esto el 24 de julio de 1850, siendo gobernador de Antioquia Jorge Gutiérrez de Lara. También fue impulsor de la construcción de la plaza de mercado de esa ciudad. 
Durante la guerra de las soberanías permaneció en Manizales cuando esta cayó ante las tropas liberales de Tomás Cipriano de Mosquera, lo cual le valió ser acusado de ser liberal y arrestado en 1863, bajo el argumento de evadir impuestos. 
Palacio Restrepo fue cofundador, socio y director de la empresa ganadera y terrateniente Moreno Walker y Compañía. También fue uno de los primeros grandes cultivadores de café en Manizales. Además, fue uno de los principales empresarios y especuladores de la ciudad, y, como era común en la época, constituyó importantes redes clientelistas.

## Homenajes
Cuando fue enterrado, se construyó en su honor el primer mausoleo que hubo en la ciudad.
En Manizales hay una carretera en su nombre.